# Samora Machel

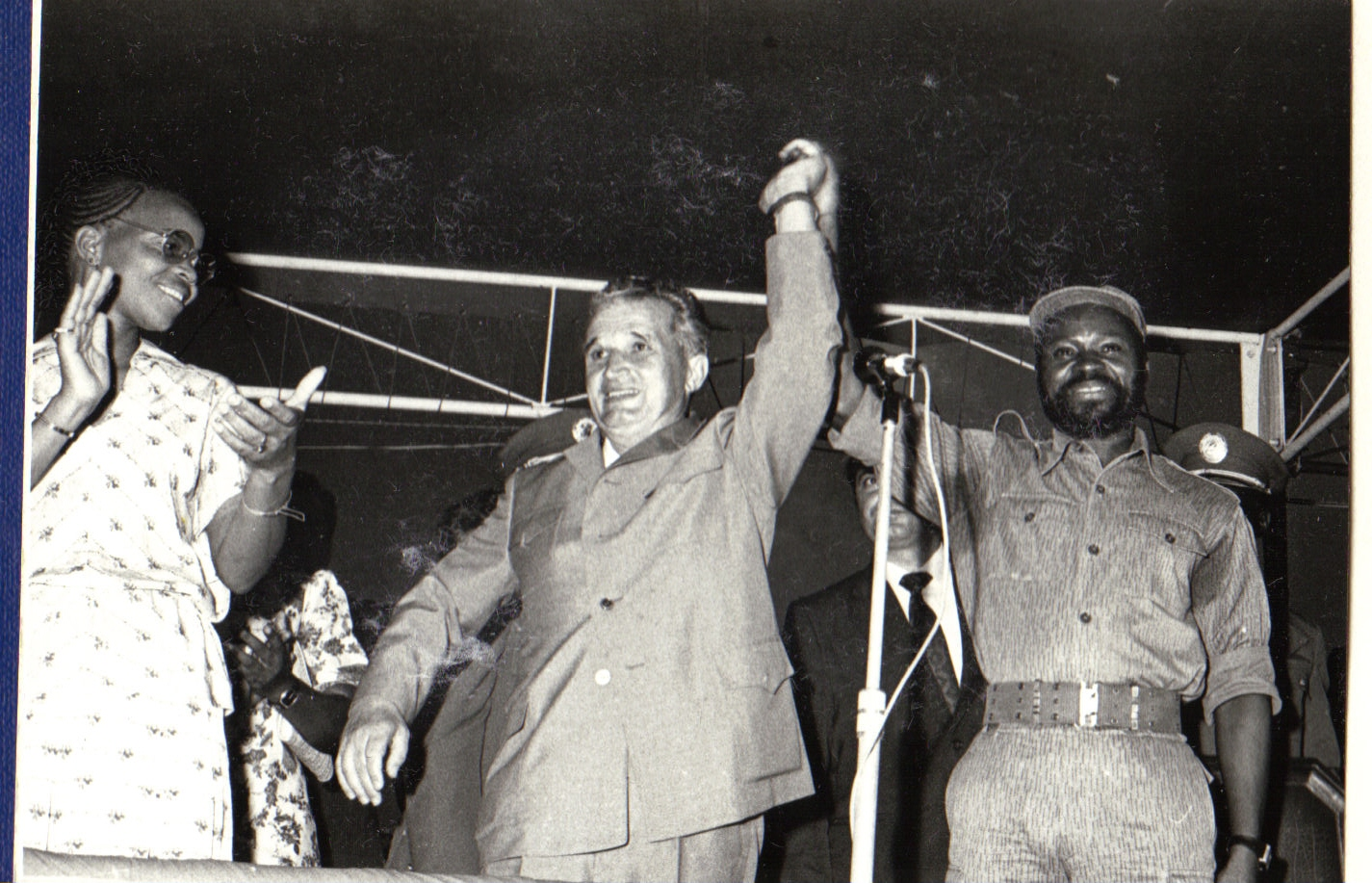
Graça Machel, Nicolae Ceauşescu och Samora Machel, i Maputo, år 1979.

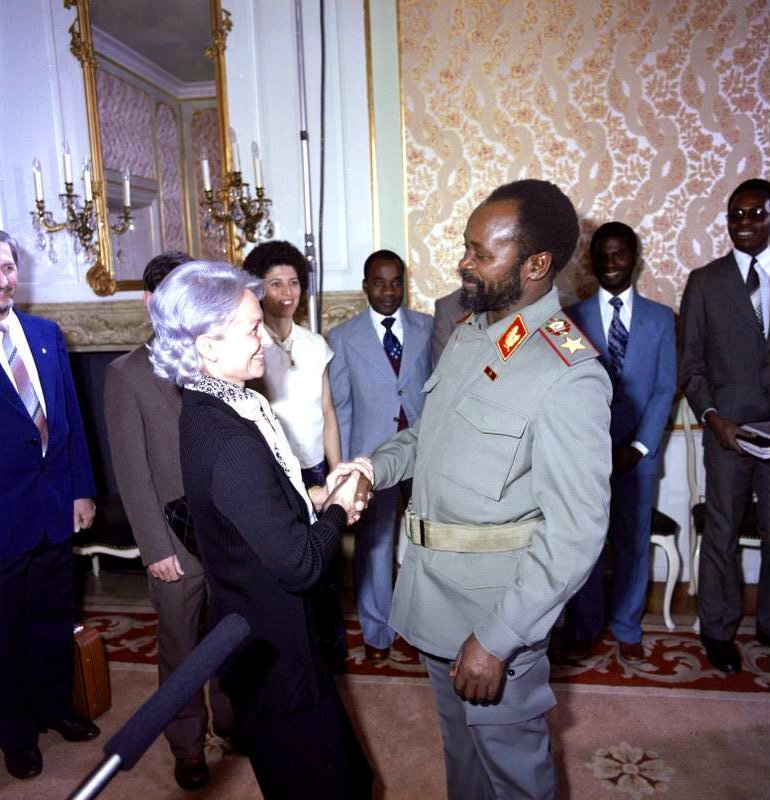
Samora Machel och Margot Honecker 1983.

Samora Moisés Machel, född 29 september 1933 i Chilembene, provinsen Gaza, död 19 oktober 1986 i Lebombobergen, Sydafrika, var rebelledare i Moçambique 1969-75 och blev därefter Moçambiques första president. Han omkom i en flygkrasch på återresan från ett toppmöte i Zambia.

## Biografi
Samora Machel var son till jordbrukaren Mandhande Moisés Machel i Chilembene i provinsen Ghaza och tillhörde folkgruppen Thonga. Sonen hade börjat skolan när han var åtta år och gick sedan på en romersk-katolsk missionsskola tills han fyllde 17 år.  År 1950 beslagtogs deras mark och gavs till portugisiska nybyggare. Familjen tvingades arbeta i sydafrikanska gruvor för att försörja sig. Machel fick arbete på en vårdcentral i byn Xai-Xai och kunde efter ett par år studera på en sjuksköterskeskola, en av få utbildningar som var tillgänglig för den svarta befolkningen. År 1956 fick han anställning på centralsjukhuset i Lourenço Marques men flyttades snart till en tjänst på ön Inhaca. Där träffade han Sorita Tchaiakomo, bildade familj och byggde ett hem.

## Befrielsekriget
År 1961 träffade Machel Eduardo Mondlane i Lourenço Marques. Machel berättade om det ökande förtrycket från Portugal och bad Mondlane att engagera sig i nationaliströrelsen. I juni året därpå fick Mondlane en inbjudan av Julius Nyerere att sammankalla en konferens i Dar es-Salaam för att förena de olika nationaliströrelserna och resultatet blev FRELIMO, Fronten för Moçambiques befrielse.  Ett Moçambikanska institutet bildades i Dar es Saalam under ledning av Mondlanes amerikanska fru Janet Mondlane. År 1963 lyckades Machel fly från Moçambique och ta sig till Tanzania. Han kom med i den första gruppen av Frelimo-soldater som skickades till Algeriet för militär träning.
Den 3 februari 1969 mördas Frelimos ordförande, Eduardo Mondlane på uppdrag av Portugals säkerhetspolis PIDE. Frelimo höll på att splittras, men en extra inkallad kongress kunde enas om att välja Samora Machel till ordförande och Marcelino dos Santos till vice ordförande.

## Presidentskap
När Moçambique blev självständigt den 25 juni 1975 blev han Moçambiques förste president 1975–86.  Till utbildningsminister utsåg han Graça Simine som arbetat i de befriade områdena som Frelimos skollärare. Två månader senare gifte sig Machal med Graça Simine. Bland gästerna var Zambias första president Kenneth Kaunda.
Machel med sin bakgrund var populär hos folket, men han stod inför en oerhört svår uppgift för nationell återuppbyggnad. Han prioriterade utbildnings- och vårdsektorn och förstatligade företag och övervakade Frelimos omvandling från militär organisation till ett marxist-leninistisk parti. År 1977 utbröt inbördeskrig mellan Frelimo och Renamo med stöd av Sydafrika. Hösten 1986 deltog Samora Machel på en konferens i Zambia. På hemvägen störtade presidentens flygplan, en Tupolev Tu-134. Apartheidregeringen i Sydafrika beskylldes för inblandning, men bevis har inte framkommit.
Hans änka, Graça Machel gifte senare om sig med Nelson Mandela.